# Magdalena Kožená

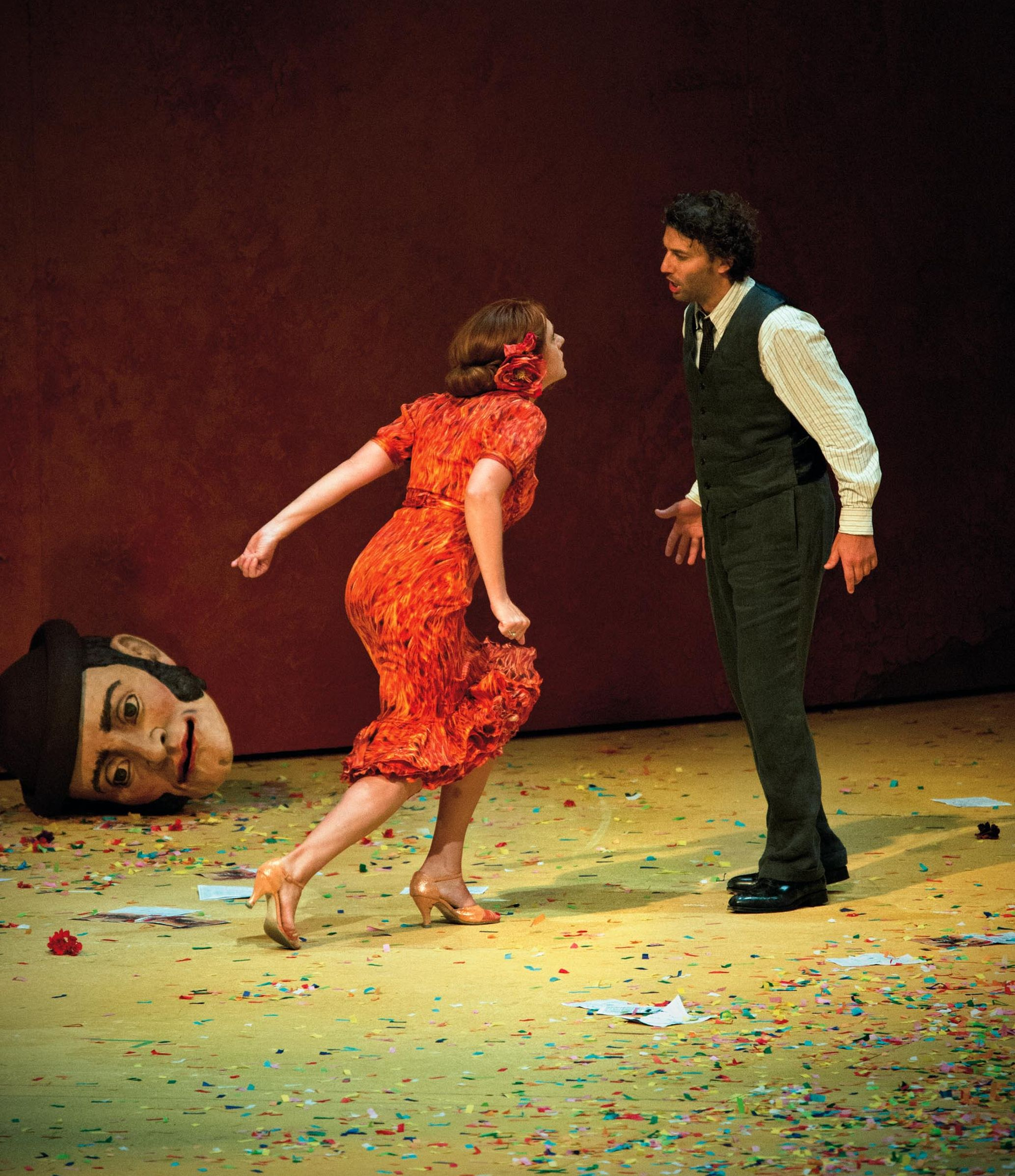

Magdalena Kožená (Brno, 26 mei 1973) is een Tsjechische mezzosopraan. Ze zingt voornamelijk opera, maar is ook bekend van vele recitals. 
Eigenlijk wilde Kožená pianist worden, maar toen ze op haar zesde haar hand brak, richtte ze zich meer op zingen. Ze studeerde aan het conservatorium van Brno en later aan het College of Performing Arts in Bratislava. Daar studeerde ze in 1995 af. In hetzelfde jaar won ze een grote prijs tijdens de International Mozart Competition. Daarna werd ze voor één seizoen lid van het ensemble van de Volksoper Wien.
Kožená zong in menig Mozart-opera, onder meer de rollen van Cherubino, Zerlina, Dorabella en Idamante. Met het Orchestra of the Age of Enlightenment onder leiding van Sir Simon Rattle (haar echtgenoot) nam ze een Mozart-album op. Verder zong en zingt ze zowel in de oude muziek (bv. Bach, Gluck, Händel) als in de nieuwere muziek (bv. Debussy, Dvořák, Janacek).
Bij het platenlabel Deutsche Grammophon heeft ze talrijke bekroonde albums uitgebracht.
- Bibsys: 1019861
- Bibliothèque nationale de France: cb140252137 (data)
- CiNii: DA11715442
- Gemeinsame Normdatei: 124828566
- International Standard Name Identifier: 0000 0001 2121 775X
- Library of Congress Control Number: n97036713
- Nationale Bibliotheek van Letland: 000141705
- MusicBrainz: a08918ab-bfe3-4468-b6d8-429b36e79a53
- Nationale Bibliotheek van Tsjechië: jn19990209409
- Nationale Bibliotheek van Israël: 987007449974905171
- Nationale Bibliotheek van Polen: a0000001679830
- Istituto Centrale per il Catalogo Unico: UBOV760553
- Système universitaire de documentation: 084290692
- Virtual International Authority File: 206798138
- WorldCat: E39PBJB4fMBT6H4QMgyFgcdvpP